# Jean-Paul Diamond
Jean-Paul Diamond, né le 9 avril 1940 à Charette, est un homme politique québécois.

## Biographie
Jean-Paul Diamond est directeur des opérations de 1995 à 2007 et vice-président du développement des affaires en 2007 et en 2008 chez Construction et Pavage Maskimo. 
Entre 1973 et 2002, il œuvre auprès de plusieurs organismes communautaires. Il travaille également au sein de l'Association des handicapés de Saint-Alexis-des-Monts, du Festival de la truite mouchetée et du Festival des neiges de 1985 à 2002.
Il est conseiller municipal à Saint-Alexis-des-Monts de 1975 à 1979, puis maire de cette municipalité de 1979 à 2008. Il est attaché politique du ministre de l'Agriculture, Yvon Picotte, de 1986 à 1994. De 1998 à 2008, il est préfet de la municipalité régionale de comté de Maskinongé.
Il a représenté la circonscription de Maskinongé à l'Assemblée nationale du Québec en tant que député libéral de 2008 à 2014. Il a été élu aux élections générales de 2008 et 2012, cumulant ainsi deux mandats consécutifs. Il est adjoint parlementaire au ministre des Affaires municipales, des Régions et de l'Occupation du territoire, Laurent Lessard, du 15 janvier 2009 au 1er août 2012. Il ne s'est pas représenté aux élections générales de 2014. 

## Résultats électoraux
|                                                                                             | Nom                         | Parti                  | Nombre de voix | %      | Maj. |
| ------------------------------------------------------------------------------------------- | --------------------------- | ---------------------- | -------------- | ------ | ---- |
|                                                                                             | Jean-Paul Diamond (sortant) | Libéral                | 11 676         | 32,1 % | 769  |
|                                                                                             | Jean Damphousse             | Coalition avenir       | 10 907         | 30 %   | -    |
|                                                                                             | Patrick Lahaie              | Parti québécois        | 10 888         | 29,9 % | -    |
|                                                                                             | Julie Veilleux              | Québec solidaire       | 1 334          | 3,7 %  | -    |
|                                                                                             | Émilie Viau-Drouin          | Option nationale       | 784            | 2,2 %  | -    |
|                                                                                             | Laurence J. Requilé         | Vert                   | 389            | 1,1 %  | -    |
|                                                                                             | Linda Delmé                 | Classe moyenne         | 235            | 0,6 %  | -    |
|                                                                                             | Marie Anny Gosselin         | Coalition constituante | 121            | 0,3 %  | -    |
|                                                                                             | Didier Provencher           | Équipe autonomiste     | 81             | 0,2 %  | -    |
| Total                                                                                       | Total                       | Total                  | 36 415         | 100 %  |      |
| Le taux de participation lors de l'élection était de 78 % et 450 bulletins ont été rejetés. |                             |                        |                |        |      |

|                                                                                               | Nom                       | Parti               | Nombre de voix | %      | Maj.  |
| --------------------------------------------------------------------------------------------- | ------------------------- | ------------------- | -------------- | ------ | ----- |
|                                                                                               | Jean-Paul Diamond         | Libéral             | 13 429         | 42,3 % | 2 441 |
|                                                                                               | Rémy Désilets             | Parti québécois     | 10 988         | 34,6 % | -     |
|                                                                                               | Jean Damphousse (sortant) | Action démocratique | 6 259          | 19,7 % | -     |
|                                                                                               | Mariannick Mercure        | Québec solidaire    | 708            | 2,2 %  | -     |
|                                                                                               | Michel Thibeault          | Indépendant         | 397            | 1,2 %  | -     |
| Total                                                                                         | Total                     | Total               | 31 781         | 100 %  |       |
| Le taux de participation lors de l'élection était de 64,2 % et 493 bulletins ont été rejetés. |                           |                     |                |        |       |